# Chanda Romero
Chanda Romero (Cagayan de Oro, 6 marzo 1954) è un'attrice filippina.
Chanda Romero appare principalmente sulla rete televisiva GMA Network.
Ha recitato in ruoli secondari e in molti film degli anni '70. Il suo prolifico lavoro in commedie e drammi sexy ha attirato l'attenzione di molti registi e, negli anni '80, ha mostrato il suo serio lavoro come attrice nel film di Ishmael Bernal intitolato Working Girls e nel film filippino Dapat Ka Bang Mahalin?, entrambi nel 1984. Ha mostrato un lato diverso in quello che può essere considerato il suo lavoro più sottovalutato in Kapag Tumabang ang Asin con Daria Ramirez e Pag-ibig na Walang Dangal con Dindo Fernando e Charo Santos.

## Biografia
Chanda V. Romero è la figlia di Enrique Villanueva Romero, di Bais, nel Negros Oriental (di origini spagnole e cinesi) e Remedios Valenzuela, della città di Cebu. È cresciuta in una famiglia di politici, piantatori di zucchero, artisti e operatori culturali a Negros Oriental. È la nipote del pluripremiato regista Eddie Sinco Romero, ed è anche imparentata con Yasmin Romero, attrice protagonista negli anni '60 e '70. Anche il regista e regista MTRCB Joey Romero e lo stilista Raymund A. Villanueva sono suoi cugini.
Chanda è la pronipote di Milagros Valenzuela, reginetta del carnevale di Cebu nel 1937, e Francisca Gomez Baena, reginetta del carnevale di Negros Oriental nel 1909.
Negli anni '70 Chanda Romero ha recitato in entrambi i film vincitori del premio Pag Puti Ng Uwak Pag Itim Ng Tagak, che l'ha passata da ruoli più audaci come i film della pelle agli anni '70 e '80, e ha anche girato film con VIVA Films, recitando anche con film più grandi attori in numerosi film come Christopher De Leon (Bituing Walang Ningning) e Gabby Concepcion e persino Aga Muhlach ha anche recitato in numerosi ruoli antagonisti
Negli anni '70 e '80, aveva una base di film in cui recitava con attrici premiate come Elizabeth Oropesa, Hilda Koronel, Gloria Diaz e Daria Ramirez. Di conseguenza, ha attirato l'attenzione dei registi Celso Ad Castillo, Ishmael Bernal, Danny Zialcita e Lino Brocka. Tra i suoi uomini di spicco figurano Philip Salvador, Eddie Garcia, Christopher de Leon, Dindo Fernando e Joel Torre. Negli anni '90, anche il suo lavoro in televisione le ha portato il successo. Spettacoli come Villa Quintana . È stata anche elogiata per il suo ruolo nel film del 1997 Ligaya Ang Itawag Mo Sa Akin, diretto da Carlos Siguion-Reyna.

### Vita privata
Ha sposato Jose Mari "Mayi" Alejandrino il 25 ottobre 2013. Il 17 maggio 2014, Chanda e Mayi hanno emesso i voti in una cerimonia di impegno presso la cappella Tierra de Maria nella città di Tagaytay.

## Filmografia

### Cinema
- Kulog at kidlat, regia di Jose 'Pepe' Wenceslao (1965)
- Tsismosang tindera, regia di Emmanuel H. Borlaza (1973)
- Now and Forever, regia di Ishmael Bernal (1973)
- Lipad, Darna, lipad!, regia di Emmanuel H. Borlaza, Joey Gosiengfiao e Elwood Perez (1973)
- The Super Singer, regia di Leonardo L. Garcia (1973)
- Cariñosa, regia di Romy Suzara (1973)
- Dyesebel, regia di Emmanuel H. Borlaza (1973)
- No Medals for Heroes, regia di Jose T. Santos (1974)
- Hotline, regia di Danny Ochoa (1974)
- Batul of Mactan, regia di Emmanuel H. Borlaza (1974)
- Kambal tuko, regia di F.H. Constantino (1974)
- May lalaki sa ilalim ng kama ko, regia di Fely Crisostomo (1975)
- Fortress in the Sun, regia di George Rowe (1975)
- Mga uhaw na bulaklak, regia di Danilo Cabreira (1975)
- Obra maestra, regia di Armando Garces (1975)
- Kahit ang mundo'y magunaw, regia di Manuel 'Fyke' Cinco (1975)
- Lulubog lilitaw sa ilalim ng tulay, regia di Joey Gosiengfiao (1975)
- Bamboo Trap, regia di Ernesto Ventura (1975)
- Mababagsik na anghel, regia di Ernesto Ventura (1975)
- Sa kagubatan ng lunsod, regia di Arsenio Bautista (1975)
- Yolindina, regia di Antonio B. Pascua (1975)
- Alat, regia di Pierre L. Salas (1975)
- Ang daigdig ng tao at ako, regia di Maria Victoria (1975)
- Hatulan kung kasalanan, regia di Jun Raquiza (1975)
- Mulawin, regia di Jose 'Pepe' Wenceslao (1975)
- Nasa lupa ang langit at impiyerno, regia di Emmanuel H. Borlaza (1975)
- At bumuhos na ang huling patak ng ulan, regia di Leonardo L. Garcia (1975)
- Ang biyuda ay misteryosa, regia di Danny L. Zialcita (1975)
- Unos sa dalampasigan, regia di Chito B. Tapawan (1976)
- Hindi kami damong ligaw, regia di Danilo Cabreira (1976)
- Tatlong kasalanan, regia di Emmanuel H. Borlaza (1976)
- Kapag tumabang ang asin, regia di Danny L. Zialcita (1976)
- Ang katumbas ay buhay, regia di Gil de Leon (1976)
- Anino Sa Villa Lagrimas, regia di Emmanuel H. Borlaza (1976)
- Bago Kayo ... Ako Muna ang Mag-aasawa, regia di Luciano B. Carlos (1976)
- Escolta; Mayo 13; Biyernes Ng Hapon!, regia di Danny L. Zialcita (1976)
- Divorce Pilipino Styole, regia di Elwood Perez (1976)
- Liwanag sa kabila ng dilim, regia di Maria Saret (1977)
- Electrika kasi, eh!, regia di Danilo Cabreira (1977)
- Mapuplang labi, regia di Fely Crisostomo (1977)
- Mga bulaklak ng Teatro Manila, regia di Emmanuel H. Borlaza (1977)
- Mga basag na kristal, regia di Danny L. Zialcita (1977)
- Beerhouse, regia di Elwood Perez (1977)
- Lakaki, babae kami, regia di Danny L. Zialcita (1977)
- Mga sariwang bulaklak, regia di Leonardo L. Garcia (1977)
- Asiong Aksaya, regia di F.H. Constantino (1977)
- Magdalena dala paz, regia di Augusto Buenaventura (1977)
- Bawal: For Men Only, regia di Joey Gosiengfiao (1977)
- Pang Adults Lamang, regia di Emmanuel H. Borlaza (1977)
- Asawa Ko Silang Lahat (sa Puting Tabing), regia di Ave C. Caparas e Mike Relon Makiling (1977)
- Babae, huwag kang tukso, regia di Artemio Marquez (1977)
- Apoy sa ilalim, apoy sa ibabaw, regia di Ben Feleo (1977)
- Inay, regia di Lino Brocka (1977)
- Banta ng kahapon, regia di Eddie Romero (1977)
- Sa piling ng mga sugapa, regia di Gil Portes (1977)
- Babae ngayon at kailanman, regia di Joey Gosiengfiao (1977) - (episodio: Juego de Prenda)
- Maiinit na labi, nag-aapoy na dibdib, regia di Anthony Taylor (1978)
- Juan tapak, regia di Jim Goldman (1978)
- Boy Pena, regia di Romy Suzara (1978)
- Marupok, mapusok, maharot, regia di Emmanuel H. Borlaza (1978)
- Mananayaw, regia di Lino Brocka (1978)
- Sari-saring ibong kulasisi, regia di Elwood Perez (1978)
- Pretty Boy Segovia, regia di Danny L. Zialcita (1978)
- Batang City Jail, regia di Augusto Buenaventura (1978)
- Bakas ng isang pusakal, regia di Dante Pangilinan (1978)
- Hatulan si dodong diamond, regia di Emmanuel H. Borlaza (1978)
- Mercenario, regia di Manuel 'Fyke' Cinco (1978)
- Boy Apache, regia di Arturo Soquerata (1978)

### Televisione
| Serie Televisive | Serie Televisive                                                               | Serie Televisive                           | Serie Televisive               |
| ---------------- | ------------------------------------------------------------------------------ | ------------------------------------------ | ------------------------------ |
| Anno             | Titolo                                                                         | Ruolo                                      | Rete televisiva                |
| 2019             | Prima Donnas                                                                   | Lady Primarosa Claveria                    | GMA Network                    |
| 2018             | Cain at Abel                                                                   | Belenita 'Belen' Castillo                  | GMA Network                    |
| 2018             | Contessa                                                                       | Charito Castillo-Imperial / Black Scorpion | GMA Network                    |
| 2018             | Dear Uge: Bagong Bahay, Bagong Away                                            | Maui                                       | GMA Network                    |
| 2017             | Magpakailanman: Batik: Ang Santa Claus Ng Tarlac - The Alberto Sebastian Story | Tess                                       | GMA Network                    |
| 2017             | Maalaala Mo Kaya: Tungkod                                                      | Mrs. Pacita Piano                          | ABS-CBN                        |
| 2017             | Legally Blind                                                                  | Marissa Reyes-Evangelista                  | GMA Network                    |
| 2016             | Magpakailanman: Davao Bombing: Mga Kuwento Ng Pag-Asa                          | Euphemia                                   | GMA Network                    |
| 2016             | Once Again                                                                     | Carmen Mateo                               | GMA Network                    |
| 2016             | Princess in the Palace                                                         | Doña Pilar Buenaventura                    | GMA Network                    |
| 2015-2016        | The Half Sisters                                                               | Cielo                                      | GMA Network                    |
| 2015             | Pari 'Koy                                                                      | Madam Martha Buenavista                    | GMA Network                    |
| 2015             | Ipaglaban Mo: Paano Mo Nagawa Ito?                                             | Zeny                                       | ABS-CBN                        |
| 2014             | Strawberry Lane                                                                | Ms. Digna Castro                           | GMA Network                    |
| 2014             | Kambal Sirena                                                                  | Doña Victorina Villanueva                  | GMA Network                    |
| 2014             | Ismol Family                                                                   | Mama China "Mommy C"                       | GMA Network                    |
| 2013             | Maalaala Mo Kaya: Family Picture                                               | Fatima                                     | ABS-CBN                        |
| 2013             | My Husband's Lover                                                             | Soledad "Sol/Sinag" Del Mundo              | GMA Network                    |
| 2013             | Kidlat                                                                         | Minerva Megaton                            | TV5                            |
| 2012             | Maalaala Mo Kaya: Pulang Laso                                                  | Mrs. Miranda                               | ABS-CBN                        |
| 2012             | Faithfully                                                                     | Amanda Quillamor                           | GMA Network                    |
| 2012             | My Beloved                                                                     | Elsa Quijano                               | GMA Network                    |
| 2011             | Spooky Nights: Ang Mama Kong Mamaw                                             | Mommy Glo                                  | GMA Network                    |
| 2011             | Sinner or Saint                                                                | Racquel                                    | GMA Network                    |
| 2011             | Sisid                                                                          | Mommy L                                    | GMA Network                    |
| 2011             | Dwarfina                                                                       | Selya                                      | GMA Network                    |
| 2010             | The Last Prince                                                                | Dama Rosata                                | GMA Network                    |
| 2009             | Sine Novela: Kaya Kong Abutin Ang Langit                                       | Doña Lucia Enriquez-Recto                  | GMA Network                    |
| 2009             | Adik Sa'Yo                                                                     | Doña Aurora Manansala                      | GMA Network                    |
| 2009             | Zorro                                                                          | Agida                                      | GMA Network                    |
| 2008–2009        | Luna Mystika                                                                   | Doña Benita Sagrado                        | GMA Network                    |
| 2008             | Mars Ravelo's Dyesebel                                                         | Doña Felicia Montemayor                    | GMA Network                    |
| 2007             | Maalaala Mo Kaya: Pilat                                                        | Estella                                    | ABS-CBN                        |
| 2007             | Impostora                                                                      | Doña Anatella Cayetano                     | GMA Network                    |
| 2006             | Princess Charming                                                              | Doña Amparo                                | GMA Network                    |
| 2006             | Now and Forever: Linlang                                                       | Gina Dimaano                               | GMA Network                    |
| 2005             | Vietnam Rose                                                                   | Vida Mojica                                | ABS-CBN                        |
| 2003–2004        | Narito Ang Puso Ko                                                             | Clara Bautista                             | GMA Network                    |
| 2002-2003        | Kapalaran                                                                      | Magda                                      | ABS-CBN Regional Network Group |
| 2001–2002        | Ikaw Lang Ang Mamahalin                                                        | Amarra Luna                                | GMA Network                    |
| 2000             | Maalaala Mo Kaya: Abito                                                        | Charito                                    | ABS-CBN                        |
| 1995-1997        | Villa Quintana                                                                 | Illuminada "Lumeng" Samonte                | GMA Network                    |

### Cinema
| Anno | Titolo                             | Ruolo             | Società di produzione                   |
| 2014 | Shake, Rattle &amp; Roll 15: Ulam  | Aling Lina        | Regal Entertainment                     |
| 2010 | Rosario                            | Inquilino         | Cinemabuhay International </br> Studio5 |
| 2009 | Quando ho incontrato U             | Sylvia            | Film GMA </br> Regal Entertainment      |
| 2008 | Amami ancora                       | La madre di Migo  | Star Cinema                             |
| 2007 | I volti dell'amore di Eddie Romero |                   | MFX Media                               |
| 2004 | Naglalayag                         | Maita             | Film d'angora                           |
| 1997 | Ligaya Ang Itawag Mo Sa Akin       | Lolay             | Star Cinema </br> Regal Home Video      |
| 1993 | Hindi Kita Malilimutan             | Cita              | Regal Films                             |
| 1987 | Walang Karugtong Ang Nakaraan      | Tess              | Viva Films                              |
| 1985 | Qual è la verità su Ulap?          | Jocelyn           | Essex Films                             |
| 1984 | Dapat Ka Bang Mahalin?             | Glacilda Gancayco | Viva Films                              |
| 1984 | Bagets                             | Christine         | Viva Films                              |
| 1984 | Ragazze che lavorano               | Anne              | Viva Films                              |
| 1984 | Hindi Mo Ako Kayang Tapakan        | Thelma            | V. H. Films                             |
| 1982 | Il mio unico amore                 | Tiffany           | VIVA Films                              |
| 1982 | Gaano Kadalas ang Minsan?          | Charley           |                                         |
| 1980 | Aguila                             | diwata            | Bancom Audiovision                      |

## Riconoscimenti
- Metro Manila Film Festival 
  - 2014  – Migliore attrice non protagonista del festival